# Gặp gỡ gia đình Robinson
Meet the Robinsons là một phim hoạt hình máy tính sản xuất năm 2007 bởi Walt Disney Animation Studios và phát hành bởi Walt Disney Pictures vào ngày 30 tháng 3 năm 2007. Phim được phát hành tại Hoa Kỳ và Anh dưới định dạng tiêu chuẩn, riêng tại Hoa Kỳ có thêm các định dạng Disney Digital 3-D. Bộ phim dựa trên tiểu thuyết A Day with Wilbur Robinson, của William Joyce. Ban đầu, bộ phim có cùng tên với tiểu thuyết. Các diễn viên lồng tiếng gồm có Jordan Fry, Harland Williams, Tom Kenny, Steve Anderson, Laurie Metcalf, Adam West, Tom Selleck và Angela Bassett. Nó được phát hành dưới dạng DVD-Video và Blu-ray vào 23 tháng 10 năm 2007.

## Nội dung
Lewis là một nhà phát minh trẻ tuổi sống trong một nhà trẻ mồ côi, chưa có ai nhận nuôi. Tin rằng mẹ ruột là người duy nhất thực sự yêu mình, cậu quyết định chế tạo một chiếc máy có thể quét trí nhớ để tìm ra bà. Tuy nhiên, vì cậu dành quá nhiều thời gian vào đó nên đã làm cho người bạn cùng phòng Michael "Goob" Yagoobian không ngủ được. Sau đó, Goob ngủ quên trong một trận đấu bóng quan trọng.
Khi Lewis mang chiếc máy đến hội chợ khoa học ở trường, cậu gặp Wilbur Robinson, một đứa trẻ bí ẩn tự giới thiệu rằng mình là một "cảnh sát thời gian" đến từ tương lai. Wilbur nói rằng một người đàn ông đội mũ quả dưa đã ăn trộm một máy thời gian mà Wilbur phải lấy lại. Lewis sau đó giới thiệu chiếc máy quét với các giám khảo, nhưng nó không hoạt động mà tung từng mảnh, khiến mọi thứ trở nên hỗn độn. Buồn giận, Lewis rời khỏi hội chợ trong khi Gã Đội Mũ Quả dưa cùng với chiếc mũ quả dưa - thực chất là một robot mang tên Doris - sửa và lấy trộm chiếc máy quét.
Wilbur theo Lewis về nhà trẻ mồ côi và yêu cầu Lewis sửa lại chiếc máy quét. Lewis nói cậu chỉ làm thế nếu Wilbur chứng minh được điều mình nói, và Wilbur chứng minh bằng cách đưa Lewis đến tương lai bằng chiếc máy thời gian thứ hai. Khi họ đến nơi, Lewis không muốn quay trở về hiện tại, nói rằng cậu có thể dùng chiếc máy thời gian này mà không cần phải sửa máy quét. Lewis và Wilbur cãi nhau và làm rơi chiếc máy thời gian. Wilbur bảo Lewis sửa chiếc máy, và Lewis ra điều kiện là sau đó cậu phải được đưa về quá khứ để được nhìn thấy mẹ mình. Wilbur miễn cưỡng đồng ý và giấu Lewis trong garage, nhưng sau đó cậu cũng thoát ra ngoài và gặp mọi người trong gia đình kỳ lạ của Wilbur, chỉ trừ Cornelius, bố Wilbur.
Theo Wilbur và Lewis đến tương lai, Gã Đội Mũ Quả dưa và Doris tìm cách bắt cóc Lewis nhưng không thành. Trong lúc đó, gia đình Robinson có ý muốn nhận nuôi Lewis, nhưng thay đổi ý định khi biết cậu đến từ quá khứ. Wilbur sau đó thừa thận là đã nói dối Lewis khi nói là sẽ đưa cậu về quá khứ. Căm phẫn, Lewis bỏ chạy và gặp Gã Đội Mũ Quả dưa. Ông ta nói rằng, Lewis chính là Cornelius và ông ta là Goob, bạn cùng phòng Lewis năm xưa. Sau khi thua trận bóng quan trọng năm xưa, Goob trở nên đau khổ tới mức chẳng ai dám nhận nuôi và ở lại trong nhà trẻ mồ côi cho đến khi nó đóng cửa, thậm chí Goob phải đợi 30 năm sau mới thoát ra ngoài, lúc đó hắn trả thù bằng cách ném trứng gà nhưng lúc đó ông gặp Doris. Doris là "DOR-15," một trong các phát minh lỗi của Lewis và đã bị hủy bỏ. Cả hai mắng Lewis vì sự không may của họ và quyết định sẽ hủy hoại sự nghiệp của Lewis bằng cách cướp chiếc máy quét trí nhớ và nhận rằng họ đã tạo ra nó.
Gã Đội Mũ Quả dưa và Doris lên đường về hiện tại bằng chiếc máy thời gian lấy trộm, biến tương lai thành một thế giới không có Wilbur và thống trị bởi các bản sao của Doris. Lewis phát hiện rằng sau khi lấy được chiếc máy quét, Doris đã phản bội và biến loài người thành những nô lệ không còn biết suy nghĩ. Lewis sửa chiếc máy thời gian thứ hai, quay về để đối mặt với Doris và tiêu diệt nó bằng cách hứa sẽ không bào giờ phát minh ra nó, và phục hồi lại thế giới tương lai.
Trở về thời điểm của Wilbur, Lewis cuối cùng cũng gặp được Cornelius, người giải thích rằng chiếc máy quét trí nhớ đã bắt đầu sự nghiệp thành công của họ. Lewis quyết định trở lại hội chợ khoa học, nhưng Wilbur nói có điều cần làm trước: như đã hứa, Lewis sẽ được đưa về lúc người mẹ bỏ cậu lại trước cửa. Lewis gần như đã ngăn chặn bà bỏ đứa trẻ lại, nhưng quyết định thôi, và giải thích với Wilbur rằng hiện tại cậu đang có một gia đình rồi. Nghĩa là nếu cậu ngăn chặn bà thì tương lai của Lewis lẫn Wilbur đều thay đổi (Wilbur chưa ra đời và Lewis không phải là nhà phát minh tương lai.)
Wilbur đưa Lewis về thời điểm của cậu. Lewis đến hội chợ khoa học, nhưng dừng lại để gọi Goob dậy, vừa đúng lúc bắt được quả bóng thắng và kết thúc trận đấu. Đến hội chợ, Lewis xin một cơ hội thứ hai để biểu diễn phát minh của mình, và lần này thành công. Cậu được Lucille, một trong các giám khảo, cùng với chồng bà là Bud - người đặt tên cho cậu là "Cornelius" - nhận nuôi. Khi Lewis rời khỏi nhà trẻ mồ côi, cậu tạm biệt Goob, lúc này cũng đang rời nhà trẻ cùng với gia đình của cậu, cầm trên tay chiếc cúp của mùa bóng. Bộ phim kết thúc với câu nói của Walt Disney, chứa thông điệp của Lewis/Cornelius: "Keep Moving Forward" - "Cố gắng không ngừng".

## Diễn viên
- Jordan Fry vai Lewis
- Wesley Singerman vai Wilbur Robinson
- Steve Anderson vai Gã Đội Mũ Quả dưa, Ông Bud, Anh họ Tallulah
- Nicole Sullivan vai Franny Robinson
- Harland Williams vai Carl
- Angela Bassett vai Mildred
- Matthew Josten vai Michael "Goob" Yagoobian
- Laurie Metcalf vai Lucille Krunklehorn
- Ethan Sandler vai DOR-15 (Doris), Chú Fritz, Dì Petunia, Chú Dimitri, Chú Spike, Anh họ Laszlo, CEO của InventCo
- Don Hall vai Chú Gaston, Huấn luyện viên
- Kelly Hoover vai Dì Billie
- Adam West vai Chú Art
- Tom Kenny vai Ông Willerstein
- Tracey Miller-Zarneke vai Lizzy
- Joe Mateo vai Tiny
- Aurian Redson vai Frankie ếch
- Jamie Cullum vai Frankie ếch (giọng hát)
- Jessie Flower vai Franny lúc trẻ
- Tom Selleck vai Lewis "Cornelius" Robinson
- Paul Butcher vai Stanley
- Daniel Hansen vai Lewis lúc trẻ
- Dara McGarry vai người tiếp khách của InventCo, Bà Harrington
- John H. H. Ford vai Ông Harrington
- Nathan Greno vai Lefty

Các diễn viên khác: Cameron Covell, Cooper Cowgill, David Cowgill, Makeena Cowgill, Terri Douglas, Jackie Gonneau, Mick Hazen, Shannon O'Connor, Jordan Del Spina, Lynwood Robinson, Grace Rolek, Greyson Spann, Krista Swan, và Fred Tatasciore.

## Âm nhạc
Album soundtrack được phát hành bởi Walt Disney Records và 27 tháng 3 năm 2007. Những ca/nhạc sĩ đóng góp vào album, ngoài Danny Elfman còn có Jonas Brothers, Rufus Wainwright, Rob Thomas, Jamie Cullum, The All-American Rejects, và They Might Be Giants. Bài hát "Little Wonders", thu bởi Rob Thomas, đã đạt vị trí #5 trên bảng xếp hạng Billboard AC. Mặc dù bài "This Much Fun" của Cowboy Mouth được giới thiệu trong đoạn phim giới thiệu, nó không có mặt trong phim cũng như trong soundtrack.
Danh sách bài hát:
1. "Another Believer" - Rufus Wainwright
2. "Little Wonders" - Rob Thomas
3. "The Future Has Arrived" - The All-American Rejects
4. "Where Is Your Heart At?" - Jamie Cullum (sang tác bởi Wainwright)
5. "The Motion Waltz (Emotional Commotion)" - Rufus Wainwright
6. "Give Me the Simple Life" - Jamie Cullum
7. "The Prologue" (Nhạc)
8. "To the Future!" (Nhạc)
9. "Meeting the Robinsons" (Nhạc)
10. "The Science Fair" (Nhạc)
11. "Goob's Story" (Nhạc)
12. "A Family United" (Nhạc)
13. "Pop Quiz and the Time Machine Montage" (Nhạc)
14. "The Evil Plan" (Nhạc)
15. "Doris Has Her Day" (Nhạc)
16. "Setting Things Right" (Nhạc)
17. "There's a Great Big Beautiful Tomorrow" - They Might Be Giants
18. "Kids of the Future" - Jonas Brothers

Bài "This Much Fun" của Cowboy Mouth được giới thiệu trong đoạn phim giới thiệu nhưng không có mặt trong phim cũng như trong soundtrack.